# José Ribeiro do Valle
José Ribeiro do Valle (Guaxupé, 15 de agosto de 1908 – São Paulo, 19 de dezembro de 2000) foi um médico, professor e cientista brasileiro, membro da Academia Brasileira de Ciências.
Foi casado com Zuleika Picarelli Ribeiro do Valle, química e farmacologista, uma das fundadoras do Laboratório de Farmacologia e Bioquímica da Escola Paulista de Medicina junto de José e José Leal Prado de Carvalho.

## Biografia
José nasceu na cidade de Guaxupé, em 1908, em uma família de agricultores. Fez o ensino fundamental na cidade e na adolescência ingressou no Colégio Arquidiocesano, na capital paulista. Bacharelou-se em medicina em 1932 pela Faculdade de Medicina de São Paulo, atualmente incorporada à Universidade de São Paulo (USP) e na década de 1930, começou a lecionar História Natural no Colégio Arquidiocesano, Fisiologia e Farmacologia na Escola Paulista de Medicina, além de Medicina Veterinária na USP. Entre 1936 a 1941, trabalho no Instituto Butantã.
A família não ficou feliz em ver o filho médico optar pela pesquisa científica ao invés de abrir uma clínica na cidade de Guaxupé. Chegou uma hora que a família simplesmente não podia mais enviar dinheiro e José começou a trabalhar. Em 1946, transferiu-se para os Estados Unidos onde especializou-se na Universidade do Texas e na Universidade de Chicago, passando algum tempo no Canadá, trabalhando com médicos renomados.
Foi um dos fundadores da Sociedade Brasileira para o Progresso da Ciência, da Sociedade Brasileira de Endocrinologia e Metabologia, da Associação Paulista de Medicina, do Instituto Nacional de Farmacologia, da Associação Paulista de Imprensa, entre outras instituições que ajudou a criar ou foi presidente ou diretor.

## Morte
José esteve um longo tempo doente e morreu em 19 de dezembro de 2000, em São Paulo, aos 92 anos.

## Prêmios
José Ribeiro é autor de inúmeros livros e vários artigos presente em renomadas revistas científicas mundiais e recebeu a comenda de Oficial da Ordem do Rio Branco e o "Prêmio Astra de Medicina e Saúde Pública" (1976), além da Grã-Cruz da Ordem Nacional do Mérito Científico (1994).